# Aral Vorkosigan
Aral Vorkosigan è un personaggio dei romanzi del Ciclo dei Vor della scrittrice statunitense Lois McMaster Bujold.

## Storia
Lord Aral Vorkosigan, figlio minore del generale Piotr, eroe della guerra di liberazione dai Cetagandani che avevano invaso Barrayar, fa onore alla tradizione militare di famiglia mostrando doti di stratega di altissimo livello nell'invasione di Komarr e nella ritirata in seguito alla fallita invasione di Escobar.
Nauseato dalla parte cui è stato costretto in quest'ultimo conflitto, che in realtà è stato un raffinato assassinio politico, si ritira nel suo distretto. Qui viene raggiunto dalla betana capitana Cordelia Naismith che ha conosciuto, e di cui si è innamorato, proprio nel corso di tale conflitto. Grazie a lei esce dalla depressione in cui era caduto e decide di sposarla. Poco dopo viene chiamato dal morente imperatore Ezar Vorbarra che gli affida l'importante incarico di reggente per il giovane nipote Gregor.
Nei primi tempi della reggenza viene fatto oggetto, assieme alla moglie, di un attentato per mezzo di un gas tossico. Entrambi riescono a salvarsi, ma il feto che Cordelia porta in grembo riporta gravi menomazioni alla struttura ossea a causa dell'effetto teratogeno dell'antidoto. Il trasferimento in un replicatore uterino e una serie di cure sperimentali riusciranno a salvarlo, ma Miles rimarrà un minorato in un mondo in cui le persone con handicap vengono, nelle zone più rurali, soppressi alla nascita.
Dopo sedici anni di reggenza, al raggiungimento della maggior età da parte di Gregor, Aral stupisce i propri compatrioti, abituati a cercare il potere con ogni mezzo, rimettendo nelle mani del giovane imperatore il potere da lui detenuto tanto a lungo. Viene comunque nominato primo ministro, carica che coprirà per una decina di anni e che dovrà abbandonare in seguito ad un attacco cardiaco. Ma le sue avventure non sono ancora concluse, viene infatti nominato viceré di Sergyar, la giovane e ancora poco popolata colonia di Barrayar, carica che ricoprirà, assieme alla moglie, fino alla morte.